# One Direction
One Direction — англо-ирландский бой-бэнд, основанный в Лондоне в 2010 году, в состав которого входили: Гарри Стайлз, Луи Томлинсон, Найл Хоран, Лиам Пейн и Зейн Малик. 
Они подписали контракт со звукозаписывающей компанией Саймона Коуэлла Syco Music после своего участия в шоу The X Factor. В Северной Америке ими был подписан контракт с Columbia Records.
One Direction стали всемирно известными после релиза дебютного альбома Up All Night в начале 2012 года. Сингл «What Makes You Beautiful» возглавил мировые чарты, а альбом занял первое место в американском национальном альбомном чарте Billboard 200. Это был первый раз, когда дебютный альбом британской группы занял такую высокую позицию в американском чарте, что было отмечено в Книге рекордов Гиннесса.
Выход второго альбома Take Me Home состоялся 12 ноября 2012 года. Последующий мировой тур состоялся в 2013 году и собрал более 15 миллионов долларов только в Австралии и Новой Зеландии.
One Direction признана группой, возродившей концепцию бой-бэндов, неотъемлемой частью нового «Британского вторжения» в Соединённые Штаты. По состоянию на август 2012 года группа продала 12 миллионов записей. One Direction является обладателем таких наград, как BRIT Awards и трёх MTV Video Music Awards.
По словам Ника Гэтфилда, председателя и главного исполнительного директора Sony Music Entertainment UK, группа One Direction представляет собой бизнес-империю стоимостью 50 миллионов долларов (включая продажу альбомов, атрибутики и билетов на концерты). The Huffington Post провозгласила 2012 год «Годом One Direction».

## История

### 2010—11: Формирование иThe X Factor
В 2010 году Найл Хоран, Зейн Малик, Лиам Пейн, Гарри Стайлз и Луи Томлинсон пришли в седьмой сезон «The X Factor» по отдельности, претендуя на попадание в сольную категорию. После предложения приглашённой судьи Николь Шерзингер они были объединены, таким образом попав в категорию «Группы». Впоследствии группа работала вместе на протяжении двух недель, чтобы узнать друг друга получше и попрактиковаться. Гарри Стайлз решил назвать группу One Direction, так как подумал, что название будет хорошо звучать на выступлении. Для своего первого отборочного представления в «доме судей» группа исполнила акустическую версию «Torn». На выступлениях они выбирали песни таких исполнителей, как Pink, Coldplay, The Beatles, Elton John, Kelly Clarkson, Snow Patrol, Kim Wilde, Rihanna и других.
После выбывания из соревнований в течение четырёх недель таких групп как F.Y.D., Diva Fever и Belle Amie One Direction остались последними воспитанниками Саймона Коуэлла в проекте. Они финишировали третьими, пропустив вперёд лишь Ребекку Фергюсон, занявшую второе место, и победителя сезона Мэтта Кардла. Сразу после финала кавер на песню «Forever Young», который должен был быть издан в случае победы группы на соревнованиях, просочился в интернет. Затем стало известно, что One Direction подписали контракт со звукозаписывающей компании Саймона Коула Syco Records.
Запись их дебютного альбома началась в январе 2011 года, как только участники группы прилетели в Лос-Анджелес для работы с продюсером RedOne. В феврале One Direction и девять других участников шоу «The X Factor» отправились в концертный тур. Всего в Великобритании их концерты посетило более 500 000 человек. После окончания тура, в апреле, группа продолжила работу над дебютным альбомом. Студийные записи группы проходили в Швеции, Великобритании и Соединённых Штатах. One Direction работала с такими продюсерами как Карл Фалк, Севан Котеча, Стив Мак, Рэйми Якуб и другими.

### 2011—12:Up All Nightи международное признание
One Direction дебютировала с синглом «What Makes You Beautiful» в сентябре 2011 года, который занял первое место в UK Singles Chart и стал самым предзаказываемым синглом за всю историю компании Sony Music Entertainment. За два месяца видеоклип на песню набрал более 24 млн просмотров на YouTube. За первую неделю было продано более 153 тысячи дисков с дебютным синглом. Клип на второй сингл «Gotta Be You» за две недели набрал свыше 6 млн просмотров на YouTube. За месяц количество проданных копий составило более 88 тысяч. Последующие синглы «Gotta Be You» и «One Thing» попали в десятку лучших в чарте Великобритании.
В ноябре 2011 года группой подписан контракт с лейблом Columbia Records в Северной Америке. Стив Барнетт, сопредседатель Columbia Records сказал, что для него было очень трудным решением подписать контракт с One Direction из-за их молодости и неопытности. «What Makes You Beautiful» выпущен в США в феврале 2012 года, дебютировав на двадцать восьмой позиции в Billboard Hot 100, затем достигнув четвёртой позиции. По состоянию на май 2012 года в США продано более 2 млн копий сингла «What Makes You Beautiful».

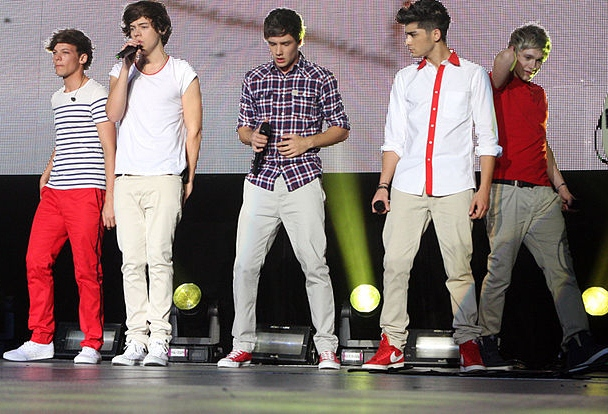
One Direction выступают в Сиднее в рамках тура Up All Night Tour в апреле 2012 года.

Выход первого альбома группы под названием «Up All Night» состоялся 21 ноября 2011 года. Альбом возглавил чарты в шестнадцати странах. Он занял второе место в британском чарте, продано 138 631 копий, альбом стал самым быстро продаваемым дебютным альбомом в чарте альбомов Великобритании 2011 года. В США дебютировал под номером один в Billboard 200, сделав One Direction первой группой в истории Великобритании, которая смогла стать номером один в США со своим дебютным альбомом. По состоянию на 13 мая 2012 года продано 608 382 копий «Up All Night» в Великобритании, и на 1 июля 2012 года 899 000 копий в США. По состоянию на июнь 2012 года продано более 2,7 миллионов копий альбома по всему миру. После сумасшедшей популярности и успеха One Direction названы группой, возродившей термин «бой-бэнд» и завоевавшей США и Великобританию.
В декабре 2011 года One Direction отправились в свой первый самостоятельный тур по Великобритании Up All Night Tour. В начале 2012 года, в связи с международной популярностью, был так же запланирован австралийский и североамериканский концертный тур с апреля по июль 2012 года. Билеты на все 62 концерта были распроданы полностью.
Группа выпустила запись одного из концертов на DVD. Релиз «Up All Night: The Live Tour» состоялся в мае 2012 года, DVD возглавил чарты в двадцати пяти странах мира. В США он дебютировал под номером один в «Billboard» DVD, с продажами в 76 000 копий. В Австралии DVD стал шесть раз платиновым, продано 90 000 копий в первую неделю.
One Direction выпустили две собственных книги под названиями «Forever Young» и «Dare to Dream». Книга «Forever Young» рассказывает о жизни мальчиков на проекте «The X Factor» и выпущена 17 февраля 2011 года. Книга заняла первое место в списке бестселлеров Sunday Times. В свою очередь, книга Dare to Dream, рассказывающая о жизни после проекта, выпущена 15 сентября 2011 года.
21 февраля 2012 года One Direction приняли участие в 2012 Brit Awards, на которой «What Makes You Beautiful» победил в номинации «Лучший британский сингл». В том же году на Teen Choice Awards группа победила в номинациях: Summer Music Star Group, Choice Music Breakout Group, Choice Love Song.
В мае 2012 года One Direction начали запись второго студийного альбома в Стокгольме, Швеция. В апреле 2012 года участники группы заявили, что они хотели бы внести больший вклад в написание песен для второго альбома.

### 2012—13:Take Me Homeи мировой тур
В мае 2012 года One Direction начала записывать новый студийный альбом Take Me Home в Стокгольме. В апреле 2012 года газета The Independent сообщила, что Коуэлл решил записать второй альбом всемирно успешной группы, после успеха дебютного альбома.
Гарри Стайлз в своем интервью сказал «Мы всегда в процессе написания песен: в дороге ли мы, отеле или аэропорте. Мы не хотим, чтобы наша музыка звучала так, будто её написал сорокалетний мужик в своем офисе». Релиз альбома Take Me Home состоялся 12 ноября 2012 года. Сингл «Live While We're Young», представляющий новый альбом, добился мирового успеха, заняв первые строчки в чартах Ирландии и Новой Зеландии и попав в Top-10 в каждой стране, в которой был представлен. Продажи в первый день релиза составили более 314 000 копий, в результате чего сингл отмечен как самый быстро продаваемый сингл британской группы и занял третье место по количеству скачиваний среди музыкальных групп.
One Direction будут выступать в Нью-Йорке в Madison Square Garden 3 декабря 2012 года. Группа так же запланировала новый концертный тур в феврале 2013 года. Концертный тур состоял из 101 выступления в Великобритании, Ирландии, Северной Америке и Австралии. В Великобритании и Ирландии в первый день продажи билетов продано более 300 000 штук. В Северной Америке группе пришлось увеличить количество концертов из-за «огромного спроса» В Австралии и Новой Зеландии продано билетов на сумму более 15.7 миллионов долларов, все 190.000 билетов на 18 концертов были проданы.

### 2013—14:Midnight MemoriesиЭто мы
30 августа 2013 состоялась премьера документального фильма «One Direction: Это мы», который был выпущен кинокомпанией TriStar Pictures. Режиссёром картины стал Морган Сперлок. В роли продюсеров выступили Сперлок, Бэн Уинстон, Адам Милано и Саймон Коуэлл. Главным саундтреком фильма стала песня «Best Song Ever», выпущенная 22 июля 2013 в качестве лид-сингла с грядущего третьего альбома группы «Midnight Memories». Фильм был коммерчески успешным, став самым кассовым в Великобритании и США, а также собрав по всему миру более 60 миллионов долларов. «One Direction: Это мы» стал четвёртым в списке самых кассовых концертных фильмов. 16 мая 2013 группа анонсировала первый стадионный тур «Where We Are Tour», который начинался в апреле 2014 года. 30 мая 2013 было объявлено о сотрудничестве группы с Office Depot для создания коллекции школьных принадлежностей. Также было подтверждено, что часть средств от продажи этих товаров будет направлено на реализацию программ по борьбе с издевательствами в школах.
23 ноября 2013 в поддержку «Midnight Memories» группа организовала «1D Day», посвящённый их фанатам. Трансляция «1D Day» длилась 7,5 часов при помощи сервиса на YouTube. Во время трансляции участники группы исполнили несколько песен. Также в эфир были приглашены такие звёзды, как Саймон Коуэлл, Синди Кроуфорд, Пирс Морган, Джерри Спрингер и другие. Мероприятие стало уникальным не только из-за длительности, но и из-за беспрецедентного использования социальных сетей, в результате чего фанаты могли принимать участие в мероприятии, взаимодействуя с группой при помощи Google+ Hangout.
25 ноября 2013 состоялся релиз альбома «Midnight Memories», который дебютировал с первой строчки британского и американского чартов. Таким образом, One Direction стали первой группой в истории, чьи три первых альбома дебютировали с первого места в Billboard 200. Альбом был описан группой как острый и «имеющий более рокерское звучание», чем их предыдущие творения. Вторым синглом с альбома стала песня «Story of My Life», анонс которой был сделан при помощи постов в социальных сетях с детскими фотографиями участников One Direction. Для продвижения альбома группа выступила на британском и американском The X Factor.
В декабре 2013 года One Direction побили ещё один рекорд по количеству продаж в Великобритании, выпустив фильм «One Direction: Это мы» на DVD и Blu-Ray. Почти 270 000 копий фильма были проданы в Великобритании в течение трёх дней, побив рекорд, который ранее принадлежал Майклу Джексону и его фильму «Майкл Джексон: Вот и всё» с продажами в 10 000 копий. Международная федерация производителей фонограмм назвала One Direction ведущим мировым артистом 2013 года, опираясь на количество цифровых загрузок, продаж альбомов, прослушиваний на стриминговых сервисах и просмотров клипов.

### 2014—15:Fourи уход Малика
21 июля 2014 был анонсирован концертный фильм «One Direction: Где мы сейчас», который был снят во время Where We Are Tour в Милане на стадионе Сан-Сиро 28 и 29 июня 2014. Вскоре было сообщено, что 10 и 11 октября 2014 пройдёт ограниченный международный показ фильма, а в ноябре 2014 в Великобритании будет выпущен DVD с концертным фильмом. Также 25 сентября 2014 группа выпустила свою автобиографию «Who We Are» (рус. «Кто мы такие»).
8 сентября было объявлено, что четвёртый студийный альбом группы носит название«Four» и будет выпущен 17 ноября. Вместе с объявлением на официальном сайте One Direction выложили одну из песен с альбома — «Fireproof», которая была доступна для бесплатного скачивания в течение 24-х часов. 29 сентября 2014 был официально выпущен лид-сингл «Steal My Girl», а видеоклип на песню был представлен 24 октября. Вторым синглом стала песня «Night Changes», которая была выпущена 14 ноября — за три дня до релиза альбома. 17 ноября 2014 состоялся релиз альбома, который занял первое место в Billboard 200 и альбомном чарте Великобритании.
22 ноября 2014 Пол Хиггинс, тур-менеджер группы, который был с ними с момента создания группы, покинул пост тур-менеджера. В интервью на BBC Music Awards группа заявила, что после успеха Four хочет продолжить «двигаться в новых направлениях» при создании нового альбома. Where We Are Tour стал самым кассовым туром в 2014 году, принеся группе заработок в размере 282 миллионов долларов.
25 марта 2015 было официально сообщено, что Зейн Малик покинул группу. Позже участники группы признались, что были злы на Зейна из-за его решения уйти. 14 мая 2015 группа в составе четырёх участников появилась на вечернем шоу Джеймса Кордена, где они подтвердили, что продолжат работу без пятого участника группы.

### С 2015:Made in the A.M.и перерыв
31 июля 2015 группа представила сингл «Drag Me Down» без анонсов и рекламы. Песня стала лид-синглом с пятого студийного альбома группы «Made in the A.M.», который является первой работой, записанной без Зейна Малика. Позже было сообщено, что группа собирается взять перерыв в 2016 году. 22 сентября 2015 было сообщено название альбома, а также выпущен промосингл «Infinity». Трек-лист альбома был опубликован в аккаунте группы в Snapchat, а позже выложен и на iTunes.
Альбом, вышедший 13 ноября, дебютировал на второй строчке Billboard 200 и стал таким образом первым альбомом группы, который не попал на первую строчку сразу же после выхода.

### Благотворительность и активизм
В 2011 году группа выступила на благотворительном марафоне BBC Children in Need 2011, оказавши помощь в собрании более 26 миллионов фунтов. В следующем году они расширили своё участие в марафоне, выступив на его открытии с песней «Live While We're Young». Члены группы сказали, что для них быть вовлечёнными в благотворительное мероприятие, которое они смотрели ещё будучи детьми, это потрясающий опыт.
В феврале 2013 года One Direction выпустили «One Way or Another (Teenage Kicks)» (попурри из «One Way or Another» и «Teenage Kicks») как сингл для «Разрядки смехом», другого крупного британского благотворительного телемарафона. Для кампании «Santa charity Christmas», проводимой ITV, они записали обращение к своим поклонникам, с просьбой пожертвовать 2 фунта. Группа также выступала на многих других благотворительных мероприятиях, включая Pride of Britain Awards в 2011 году, где они вручили «The Child of Courage Award» Даниэль Бэйли, тринадцатилетней пловчихе, перенёсшей ампутацию нескольких конечностей, и на Royal Variety Performance, где они выступали в присутствии принца Уильяма и его супруги Кэтрин.
В сентябре 2012 года Найл Хоран организовал мероприятие по сбору денег на поддержку людей больных аутизмом, получившее название Temporary Emergency Accommodation Mullingar, и проходившее в его родном городе. В связи со слишком большим числом желающих принять участие, сайт по продаже билетов на мероприятие упал, не выдержав числа запросов. Брат Хорана Грег, комментируя это происшествие, сообщил, что в продаже было 500 билетов и они оказались раскуплены очень быстро.
В 2013 году члены группы Лиам Пейн и Гарри Стайлз сотрудничали с благотворительной организацией Trekstock, чтобы помочь собрать деньги на исследования по борьбе с раком. Дуэт запустил кампанию «#HangwithLiam&Harry», предложив своим поклонникам пожертвовать деньги в обмен на шанс выиграть один вечер в компании с ними для победителя и одного его друга. Целью кампании было собрать 500000$, в итоге было собрано 784984$. В Trekstock также добавили, собранных денег им хватит для того, чтобы полностью покрыть стоимость исследований по борьбе с лимфомой Ходжкина. Do Something назвала One Direction самыми крупными благотворителями 2013 года после Тейлор Свифт.
В июле 2013 года все участники группы вместе с другими известными музыкантами подписали открытое письмо с призывом освободить из тюремного заключения участниц российской панк-группы Pussy Riot.
В 2014 году One Direction пожертвовали 600000£ на кампанию «Stand up to Cancer», переведя часть доходов от продажи билетов во время их тура «Where We Are Tour». 15 ноября того же года группа присоединилась к Band Aid 30 вместе с другими британскимим и ирландскими исполнителями, записав последнюю версию трека «Do They Know It's Christmas?» на Sarm West Studios в Ноттинг-Хилле, для того, чтобы собрать деньги на борьбу с эпидемией лихорадки Эбола в Западной Африке.

## Участники

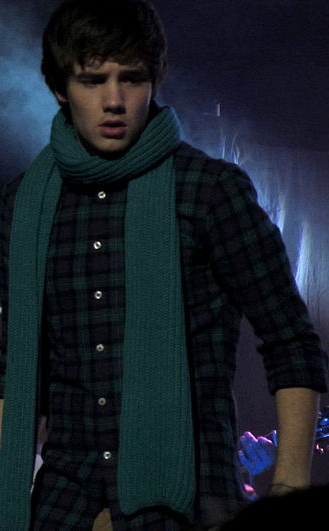
Лиам Пейн

### Лиам Пейн
Лиам Джеймс Пейн (Liam James Payne) родился 29 августа 1993 года в Вулвергемптоне, Уэст-Мидлендс, Англия. Родился на три недели раньше. При рождении у него была лишь одна почка.  В августе 2012 года Лиам сообщил в твиттере, что обе почки работают. Были две сестры Рут и Никола. В школе Пейн принимал активное участие в различных спортивных соревнованиях, нашёл своё место в команде по бегу. Над Лиамом издевались в школе, поэтому в возрасте двенадцати лет он начал брать уроки бокса. Однажды уже проходил прослушивание на «The X Factor» в 2008 году, когда ему было 14 лет, но Саймон Коуэлл посоветовал ему окончить школу, а потом прийти ещё раз. Лиам говорил, что наибольшее влияние на него оказал Джастин Тимберлейк. С 2010 по 2013 год встречался с танцовщицей Даниэль Пизэр. С середины 2013 года встречался с Софи Смит. Пара рассталась в октябре 2015 года. С 2016 года встречался с певицей Шерил Коул.
Скончался 16 октября 2024 года на 32-м году жизни, упав с третьего этажа отеля в районе Палермо в Буэнос-Айресе. Альберто Кресценти, возглавляющий службу скорой помощи в Буэнос-Айресе, сообщил о кончине Пейна в эфире аргентинского телеканала TN. При этом он не стал уточнять, была ли это попытка самоубийства или же произошёл несчастный случай.

### Найл Хоран

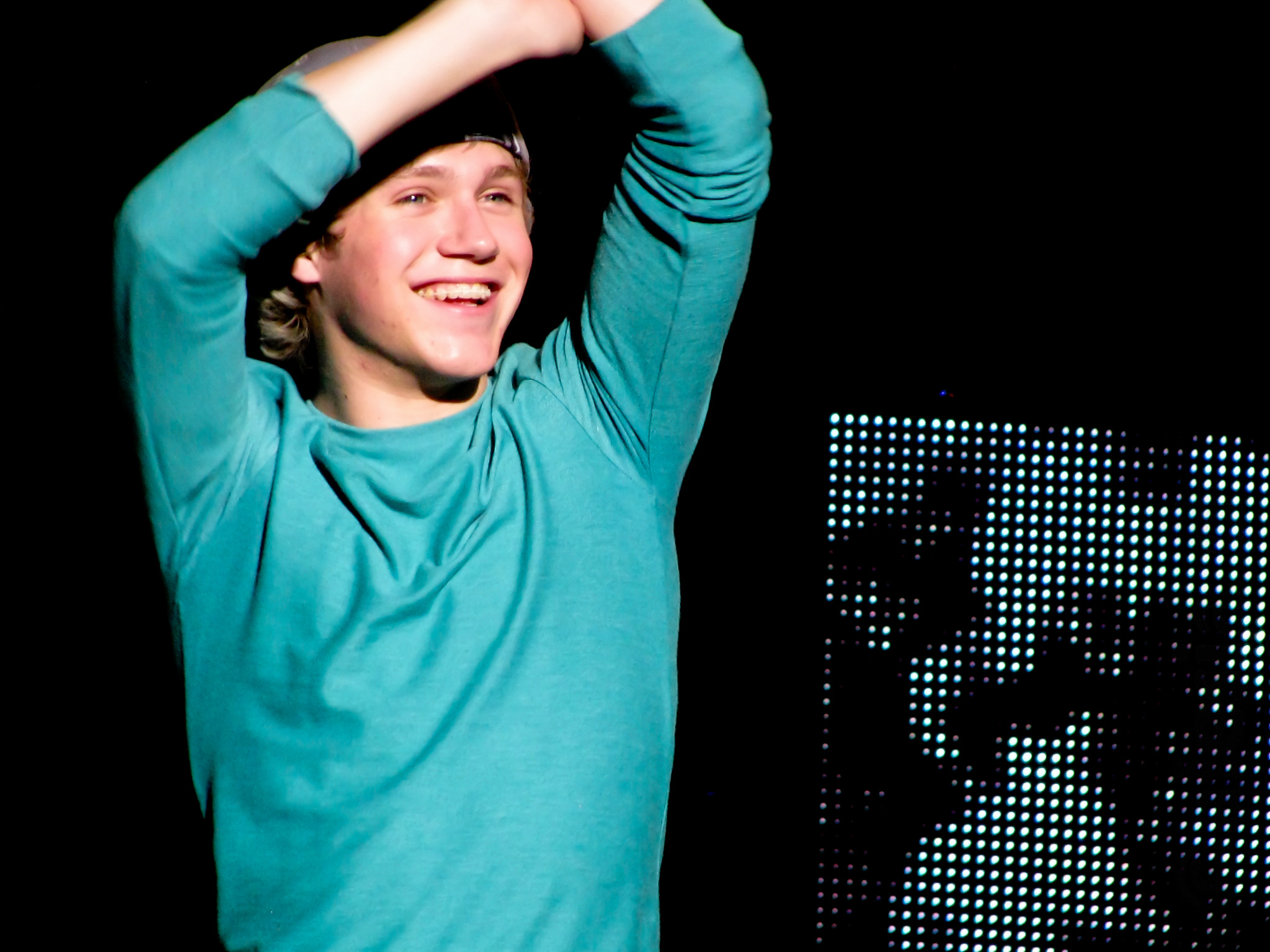
Найл Хоран

Найл Джеймс Хоран (Niall James Horan) родился 13 сентября 1993 года, в Маллингаре, Ирландия. Его родители развелись, когда ему было пять лет. Он и его брат разрывались между мамой и папой в течение нескольких лет, прежде чем, в конце концов, решили жить с отцом в Маллингаре. Найл пел в школьном хоре, играет на гитаре с самого детства. Гитара, как говорит Хоран, является его самым лучшим подарком на Рождество. На прослушивании «The X Factor» Хоран сказал: «Мне 16 и я хочу быть большим именем, как Бейонсе и Джастин Бибер».

### Луи Томлинсон

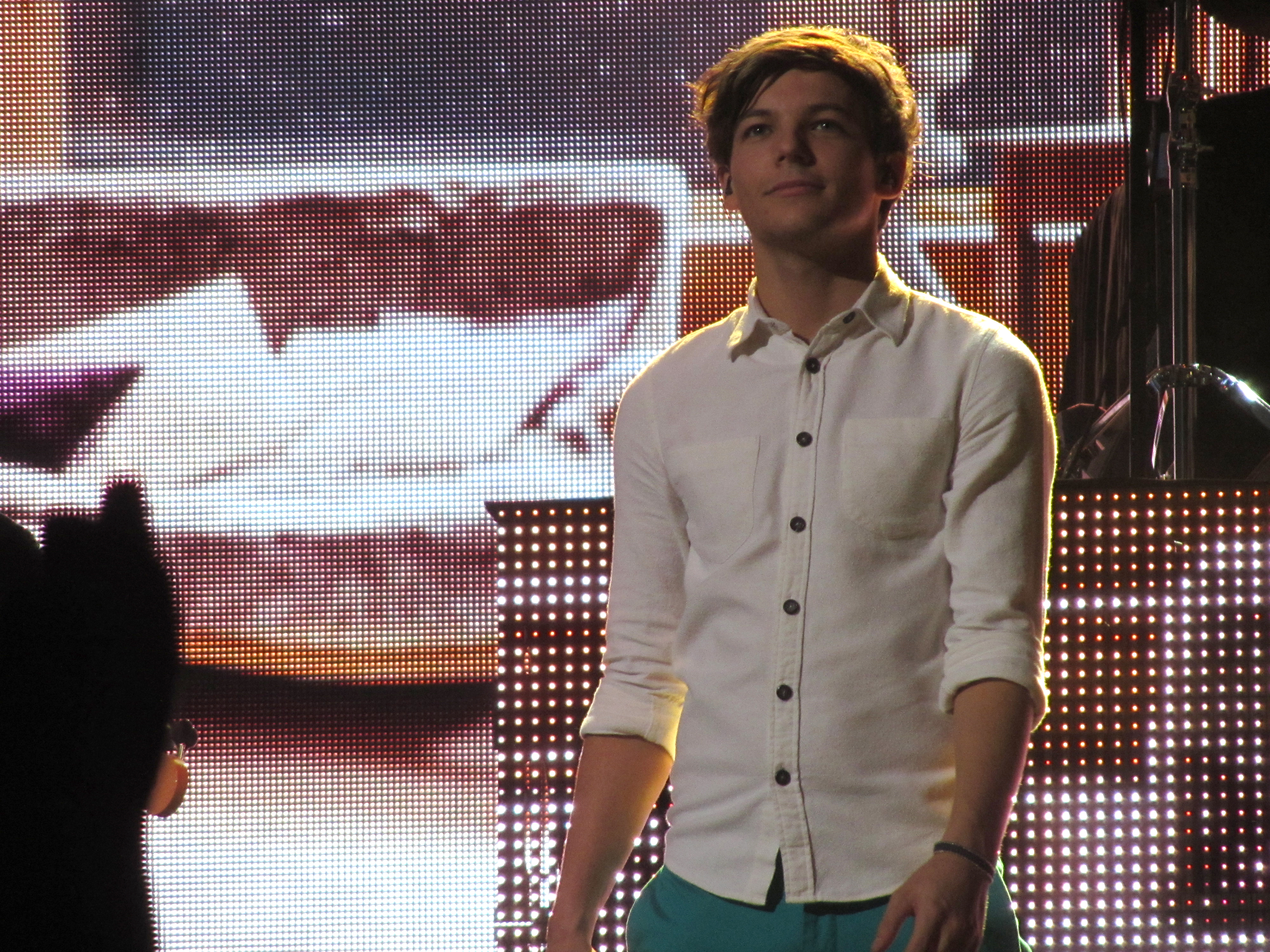
Луи Томлинсон

Луи Уильям Томлинсон (Louis William Tomlinson), при рождении Луи Трой Остин, родился 24 декабря 1991 года в Донкастере, Саут-Йоркшир. Его родители развелись, когда ему было 2 года, и он взял фамилию отчима Марка Томлинсона. У него есть пять младших сестер: со стороны отца (Джорджия) и со стороны матери (Шарлотта, Фелисите, близнецы Дейзи и Фиби). Луи посещал школу актёрского мастерства в Барнсли. У него была небольшая роль в фильме If I Had You. Он был учеником шестого класса в Hall Cross School, государственной образовательной школе и выпускником школы Hayfield. В выпускном классе единственное, что его волновало, было веселье. Луи говорит, что самое большое влияние на него оказывал Робби Уильямс. Он также восхищается работами Эда Ширана, назвав в одном своём интервью Ширана «феноменальным». С начала 2011 года по март 2015 встречался с Элеонор Колдер. 21 января 2016 года у него родился сын, от бывшей девушки Брианы Юнгвирт. Также является полупрофессиональным футбольным игроком британской команды Doncaster Rovers.

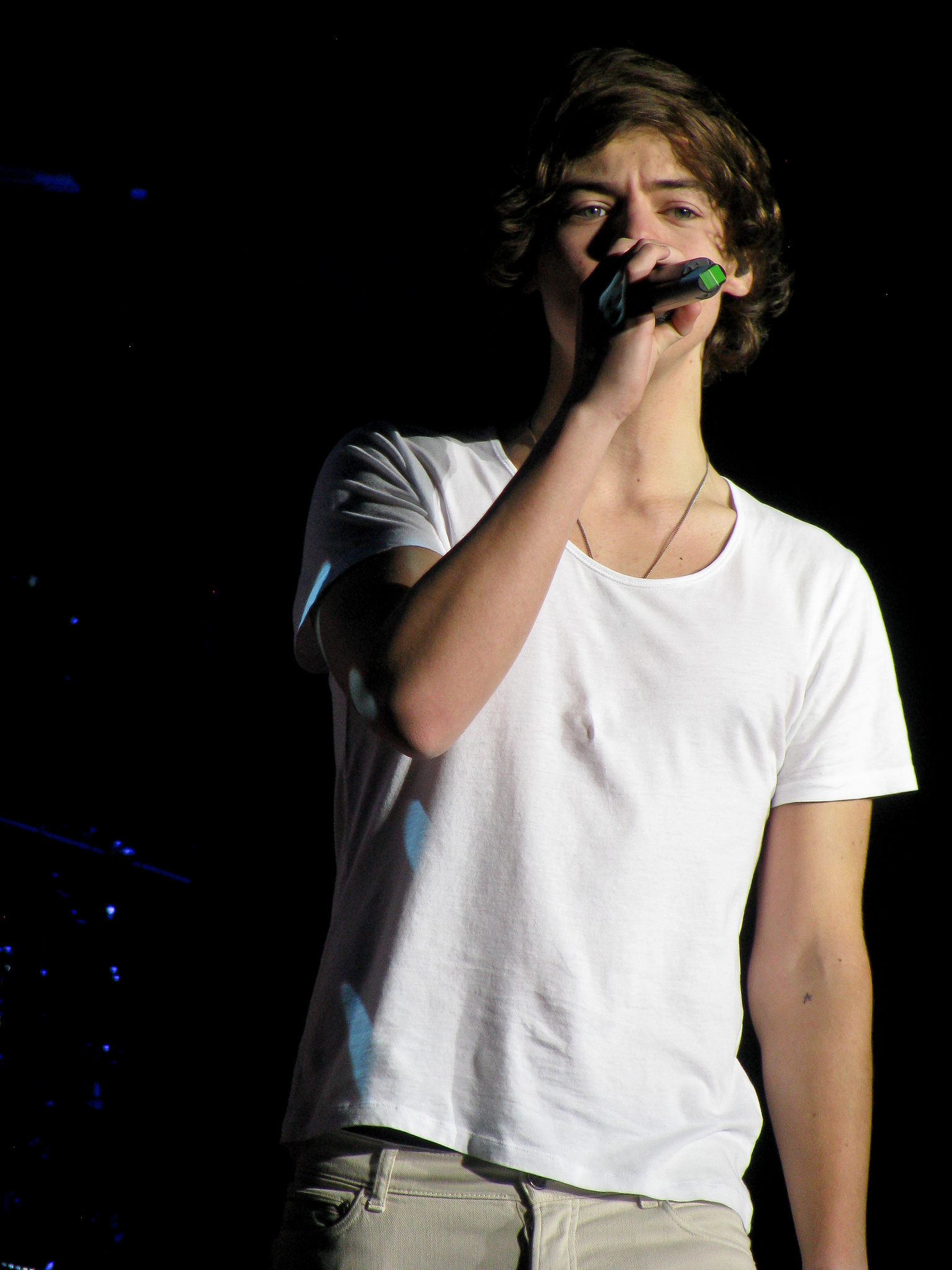
Гарри Стайлз

### Гарри Стайлз
Гарри Эдвард Стайлз (Harry Edward Styles) родился 1 февраля 1994 года в городе Реддич (Вустершир, Англия). У него есть старшая сестра Джемма. Ему было семь, когда их родители развелись. Гарри был очень рад, когда отчим сделал предложение его матери. В школе был солистом собственной группы White Eskimo. Бросил школу после окончания средней. Перед X-фактором Стайлз работал в неполный рабочий день в булочной. Будучи ребёнком, любил петь, отметив Элвиса Пресли, как человека, который повлиял на него. Он также приводит Пресли как своё музыкальное начало. Назвать группу One Direction было именно его идеей.

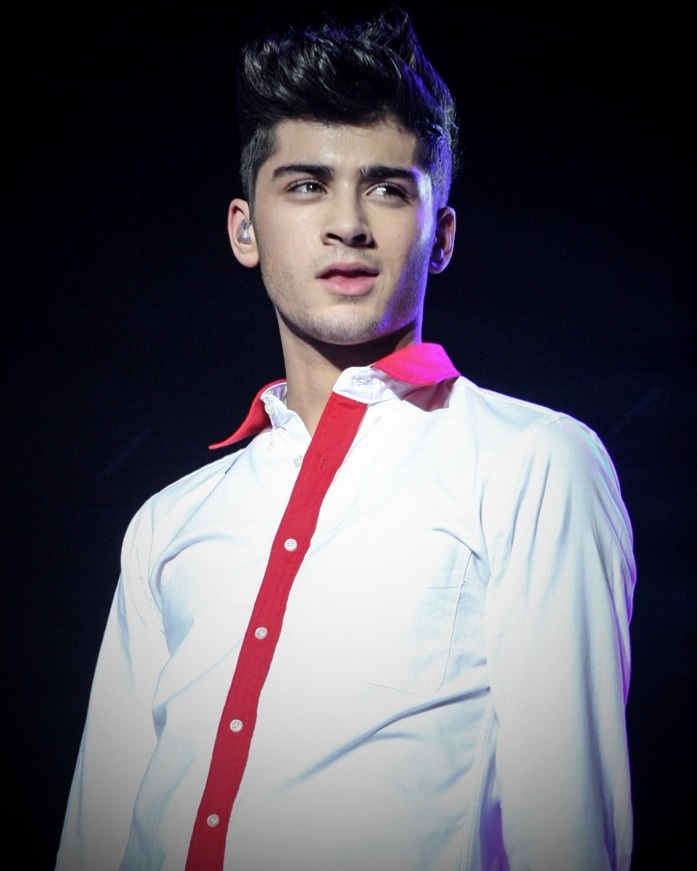
Зейн Малик

### Зейн Малик (2010—2015)
Зейн Джавад Малик (Zayn Javadd Malik) родился 12 января 1993 года в Брадфорде. Зейн родился в британско-пакистанской семье. Мусульманин, наполовину пакистанец, на четверть англичанин, на четверть ирландец. У него есть три сестры (Дония, Валия и Сафаа). Малик начинал своё обучение в Lower Fields, потом перешёл в среднюю школу Tong, окончил своё обучение в государственной общеобразовательной школе. Зейн не вписывался в первых двух школах из-за его смешанной крови. Но после перехода в другую школу в возрасте двенадцати лет Малик говорит, что начал гордиться своим происхождением и внешностью.
Во время своего пребывания на The X Factor его дед умер. У него есть татуировка имени деда Вальтера на арабском языке на груди. Всего у Зейна на теле 24 татуировки. На прослушивании X-Factor Малик сказал: «Я искал опыт». Предпочтения в музыке отдаёт уличному стилю, черпая вдохновение у Майкла Джексона, Ашера и Ne-Yo. На прослушивании исполнил песню Марио «Let Me Love You». Также нравится ему Бруно Марс. Малик пристрастился к курению, но уверенно решил бросить это раз и навсегда. С 2012 года встречается с участницей группы Little Mix Перри Эдвардс. 18 августа 2013 года Зейн сделал ей предложение. В ноябре 2015 года был замечен на свидании с моделью Джиджи Хадид. Пара подтвердила свои отношения в марте 2016 года. 25 марта 2015 года Зейн Малик принял решение покинуть группу.

## Дискография

### Студийные альбомы
- Up All Night (2011)
- Take Me Home (2012)
- Midnight Memories (2013)[79]
- Four (2014)
- Made in the A.M. (2015)

### Мини-альбомы
- iTunes Festival: London 2012 (2012)

### Концертные альбомы
- Up All Night: The Live Tour (2012)

### Видеоклипы
- «What Makes You Beautiful» (2011)
- «Gotta Be You» (2011)
- «One Thing» (2012)
- «More than This» (2012)
- «Live While We’re Young» (2012)
- «Little Things» (2012)
- «Kiss You» (2013)
- «One Way or Another (Teenage Kicks)» (2013)
- «Best Song Ever» (2013)
- «Story of My Life» (2013)
- «Midnight Memories» (2014)
- «You & I» (2014)
- «Steal My Girl» (2014)
- «Night Changes» (2014)
- «Drag Me Down» (2015)
- «Perfect» (2015)
- «History» (2016)

## Концертные туры
Хэдлайнер:
- Up All Night Tour (2011—2012)
- Take Me Home Tour (2013)
- Where We Are Tour (2014)
- On the Road Again Tour (2015)

Поддержка:
- The X Factor Tour 2011 (2011)
- Better with U Tour (2012) (концертный тур Big Time Rush)

Первая в истории группа, у которой четыре первых альбома (Up All Night, Take Me Home, Midnight Memories, FOUR), дебютировала на первых строках в хит-параде Billboard 200.

## Фильмография
| Телевидение | Телевидение                                       | Телевидение         | Телевидение                                                                                              |
| Год         | Название                                          | Роль                | Информация                                                                                               |
| ----------- | ------------------------------------------------- | ------------------- | --- |
| 2010        | The X Factor                                      | Участники           | One Direction была сформирована и заняла третье место                                                    |
| 2011        | ITV2 Special, One Direction: A Year in the Making | В роли самих себя   | Биография One Direction после окончания The X Factor в 2010                                              |
| 2012        | Dancing on Ice                                    | Гости               | «Pop Week» (Серия 7, неделя 5)                                                                           |
| 2012        | Saturday Night Live                               | Гости               | «Sofia Vergara/One Direction» (Сезон 37, серия 720)                                                      |
| 2012        | АйКарли                                           | Гости               | «iGo One Direction» (Сезон 6, серия 96)                                                                  |
| 2012        | The X Factor (Австралия)                          | Звёздные наставники | One Direction были приглашёнными наставниками во время «домашних визитов» в четвёртом сезоне             |
| Фильмы      |                                                   |                     | |
| Год         | Название                                          | Роль                | Информация                                                                                               |
| 2012        | Up All Night: The Live Tour                       | В роли самих себя   | Концертный DVD-диск был записан как часть тура Up All Night Tour в International Centre в городе Борнмут |
| 2013        | One Direction: Это мы                             | В роли самих себя   | Биографический фильм о группе, снятый во время Take Me Home Tour                                         |
| 2014        | One Direction: Где мы сейчас                      | В роли самих себя   | Концертный фильм, снятый во время выступления на стадионе Сан-Сиро в Милане в рамках Where We Are Tour   |